# Liste der Monuments historiques in Brianny
Die Liste der Monuments historiques in Brianny führt die Monuments historiques in der französischen Gemeinde Brianny auf.

## Liste der Immobilien
| Bezeichnung | Beschreibung           | Standort                    | Kennzeichnung | Schutzstatus | Datum | Bild           |
| ----------- | ---------------------- | --------------------------- | ------------- | ------------ | ----- | -------------- |
| Wegekreuz   | Stein, 16. Jahrhundert | Rue de la Martolle (Lage)   | PA00112160    | Inscrit      | 1927  |                |
| Wegekreuz   | Stein, 16. Jahrhundert | Rue du Grand Brianny (Lage) | PA00112160    | Inscrit      | 1927  | weitere Bilder |

## Liste der Objekte
| Bezeichnung                                       | Beschreibung                                                          | Standort                           | Kennzeichnung | Schutzstatus | Datum | Bild |
| ------------------------------------------------- | --------------------------------------------------------------------- | ---------------------------------- | ------------- | ------------ | ----- | ---- |
| Wandgemälde Totentanz                             | um 1500                                                               | in der Kapelle Ste-Apolline (Lage) | PM21000414    | Classé       | 1950  |      |
| Skulpturengruppe Martyrium der heiligen Apollonia | Aufsatz eines Prozessionsstabs; Holz, farbig gefasst, bezeichnet 1616 | in der Kapelle Ste-Apolline (Lage) | PM21000415    | Classé       | 1974  |      |
| Litre funéraire                                   | Wandgemälde, 17. oder 18. Jahrhundert                                 | in der Kapelle Ste-Apolline (Lage) | PM21002956    | Classé       | 1950  |      |